# Joucas
Joucas ist eine französische Gemeinde mit 348 Einwohnern (Stand 1. Januar 2022) im Département Vaucluse und in der Region Provence-Alpes-Côte d’Azur. Die Bewohner nennen sich die Joucassiens oder Joucassiennes.

## Geographie
Die Gemeinde liegt im Regionalen Naturpark Luberon. Nach Avignon, westlich gelegene Hauptstadt des Départements Vaucluse sind es etwa 35 Kilometer (Luftlinie), Apt, Sitz der Unterpräfektur liegt etwa 20 Kilometer südöstlich der Gemeinde.
Die angrenzenden Gemeinden sind Murs im Norden, Saint-Saturnin-lès-Apt im Nordosten, Roussillon im Südosten und Gordes im Südwesten.
Die Gemeinde gehört wie die Nachbargemeinden zum Weinbaugebiet Côtes du Ventoux, dessen Herkunftsbezeichnung durch die Appellation d’Origine Contrôlée (AOC) geschützt ist. Außerdem liegt sie im Regionalen Naturpark Luberon.

## Bevölkerungsentwicklung
| Jahr      | 1962 | 1968 | 1975 | 1982 | 1990 | 1999 | 2006 | 2011 |
| Einwohner | 163  | 201  | 204  | 210  | 258  | 317  | 315  | 325  |

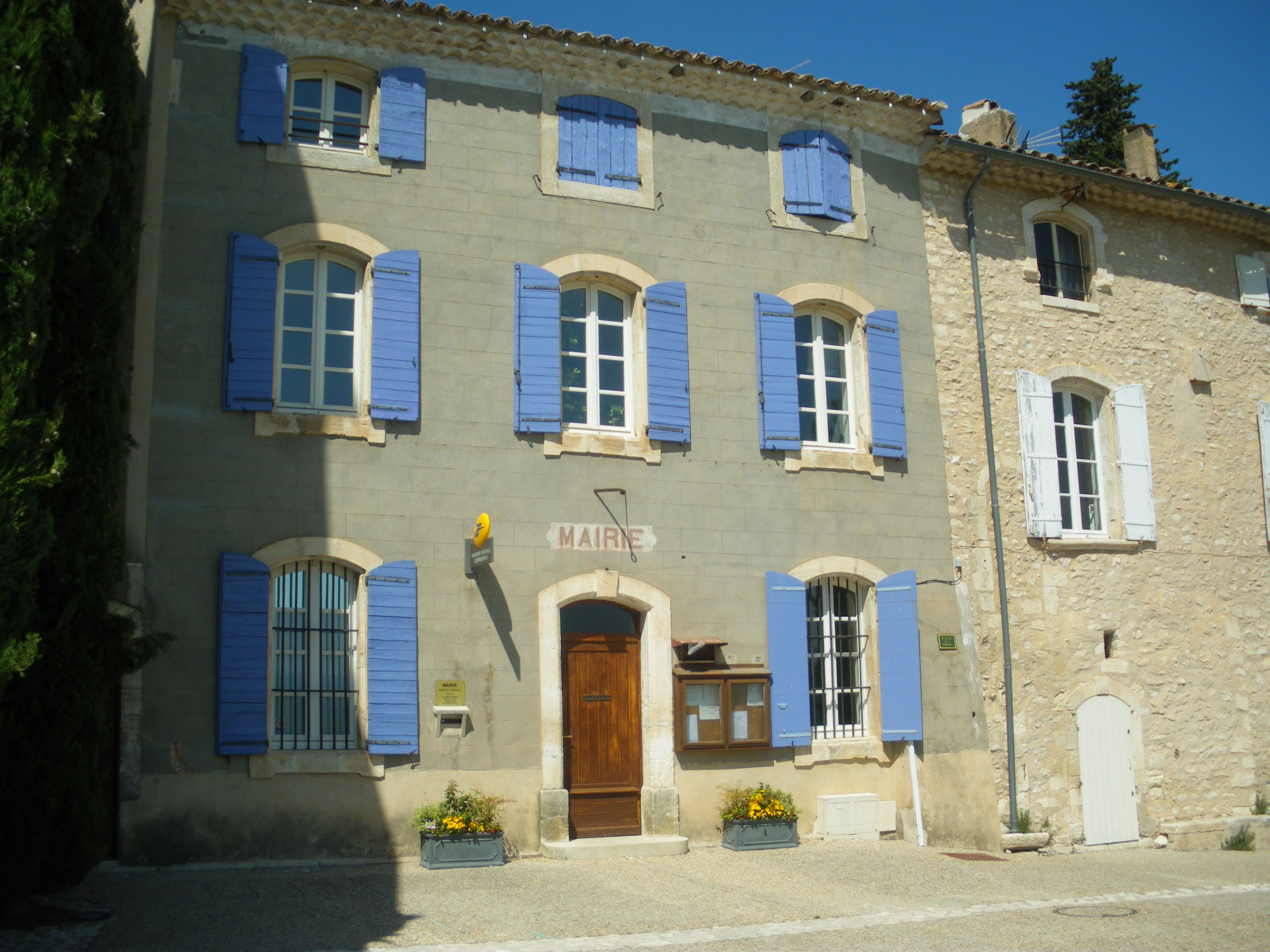
Die Mairie (Rathaus)
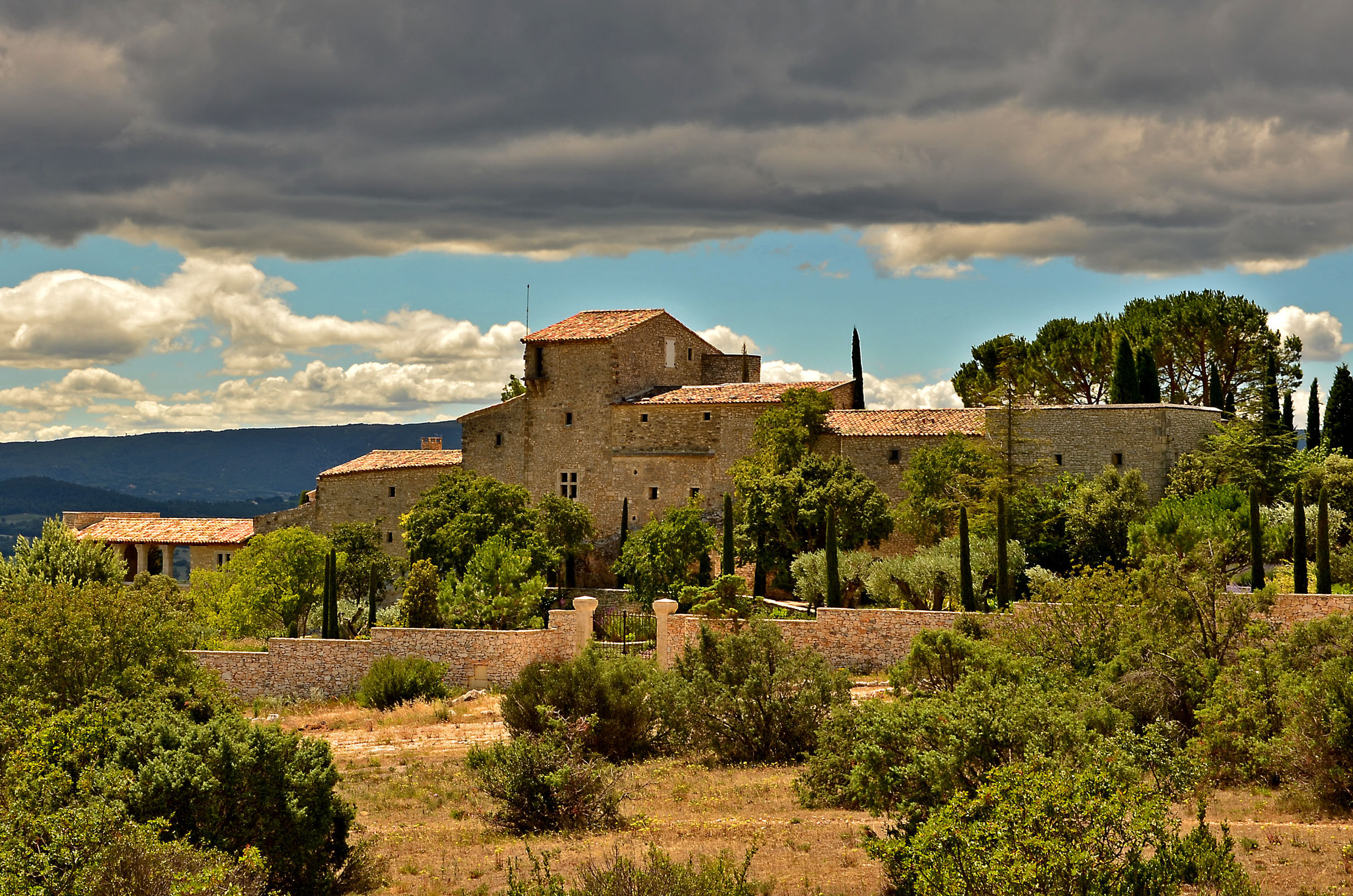
Ehemalige Templer-Kommende
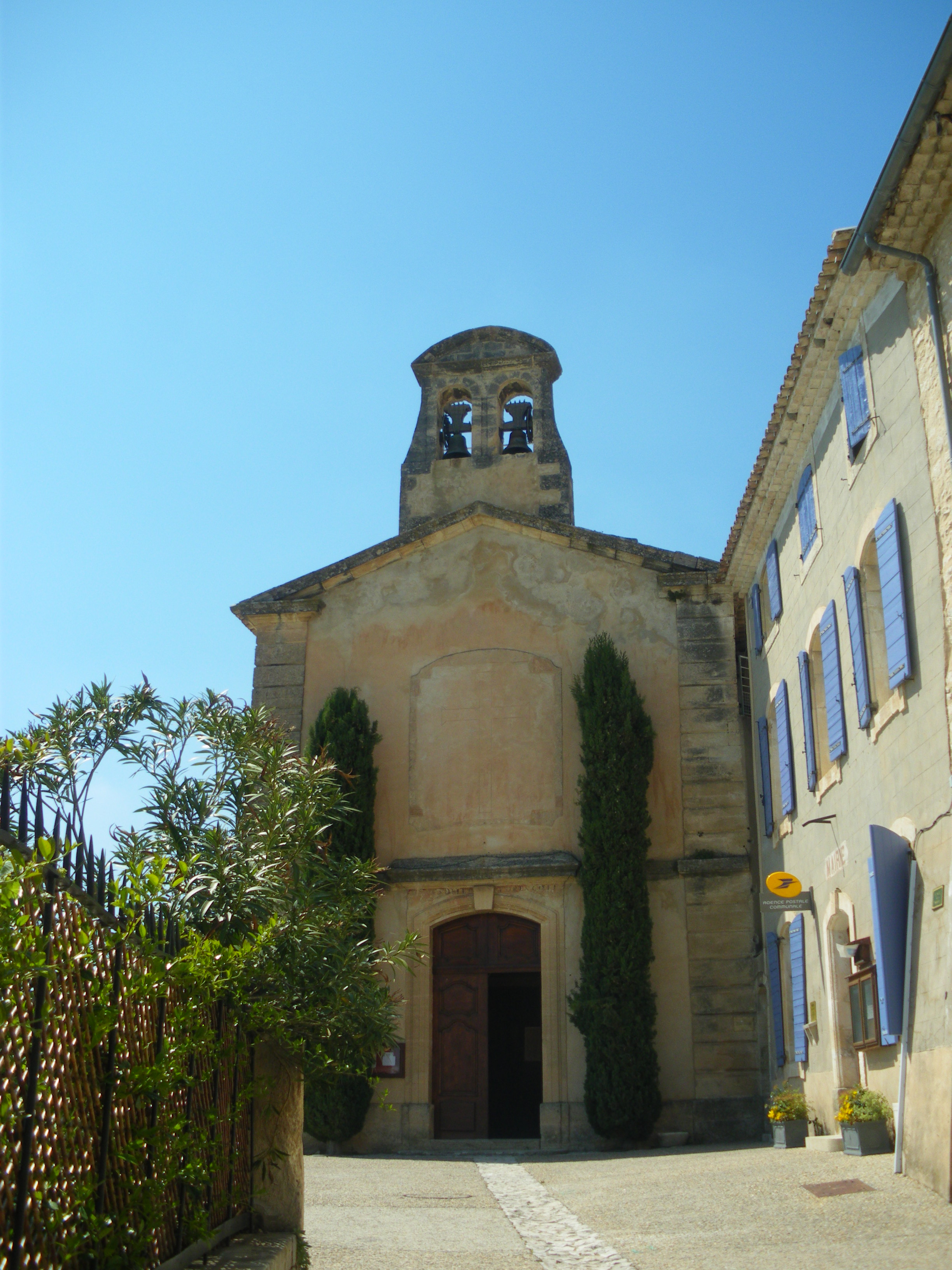
Kirche von Joucas
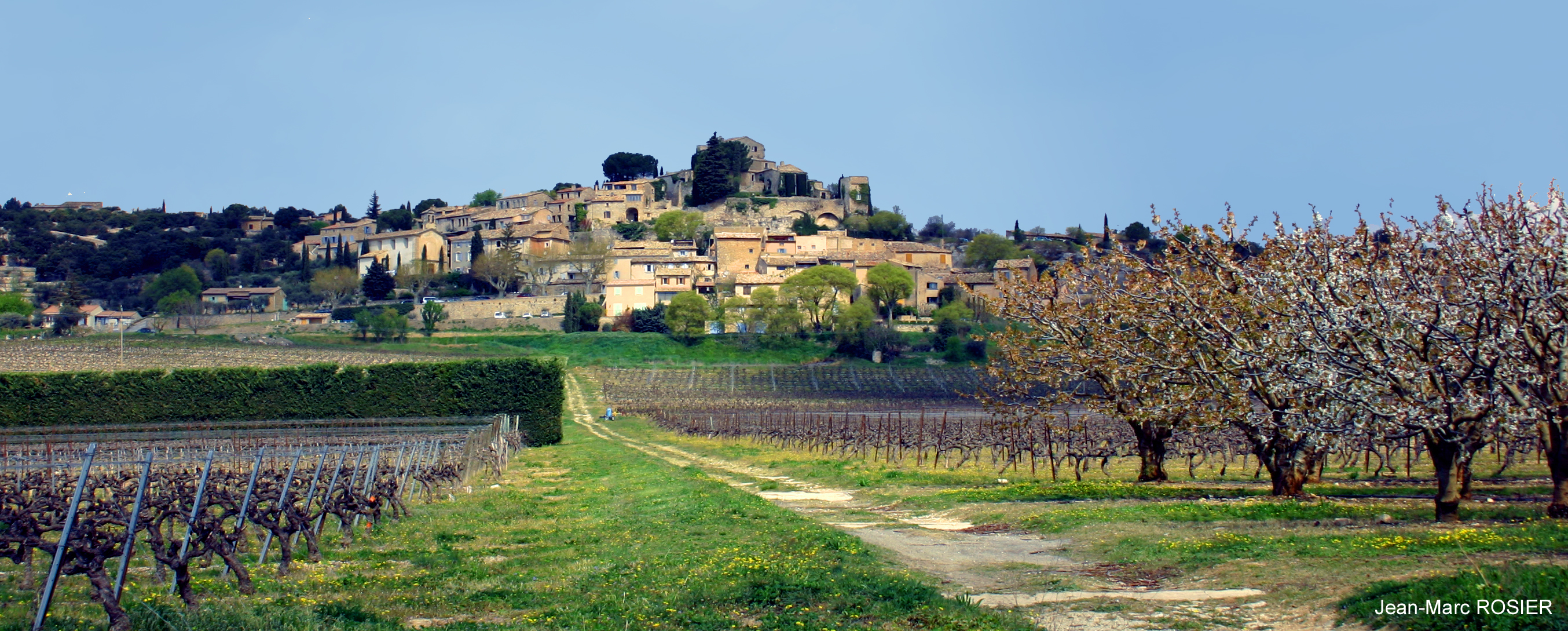
Weinanbau bei Joucas